# Сажин, Николай Николаевич
Николай Николаевич Сажин (31 октября [12 ноября] 1868, Арзамас, Нижегородская губерния — 25 ноября 1950, Москва) — русский фотограф.

## Биография
Родился в 1868 году в Арзамасе в семье фотографа Николая Николаевича Сажина и его супруги Евгении Фёдоровны (в девичестве Сахаровой). В 1870 году семья Сажиных открыла в Арзамасе первый фотографический павильон. Начальные уроки фотодела Николай получил от своего отца.
В 1887 году, после смерти главы семьи, арзамасское фотоателье перешло на попечение Николая. В 1887 году, оставив фотоателье под присмотром брата Анатолия и матери, он переехал в Нижний Новгород. Там он обучался у известных фотографов Андрея Осиповича Карелина и Максима Петровича Дмитриева.
Во время недолгого проживания в Нижнем Новгороде Сажин познакомился со своей будущей женой Верой Терновской, вместе с которой переехал сначала в Арзамас, а затем в Муром.
В Муроме Николай купил дом на Ивановской улице, где в 1892 году открыл свой собственный фотосалон, а несколько позже — его филиал в Орехово-Зуево, который специализировался на печати фотографий большого размера. По примеру отца, Николай создал в своей мастерской серию декораций.
С массовым распространением в России в начале XX столетия фототипической (фотографической) открытки, Николай Николаевич становится её первым издателем в Муроме, выпустив сразу несколько серий. Одна из самых первых видовых фотографий города Мурома — вид собора Рождества Богородицы, была сделана Сажиным в 1893 году.
В 1898 году на Санкт-Петербургской фотографической выставке он был удостоен награды за художественное исполнение.

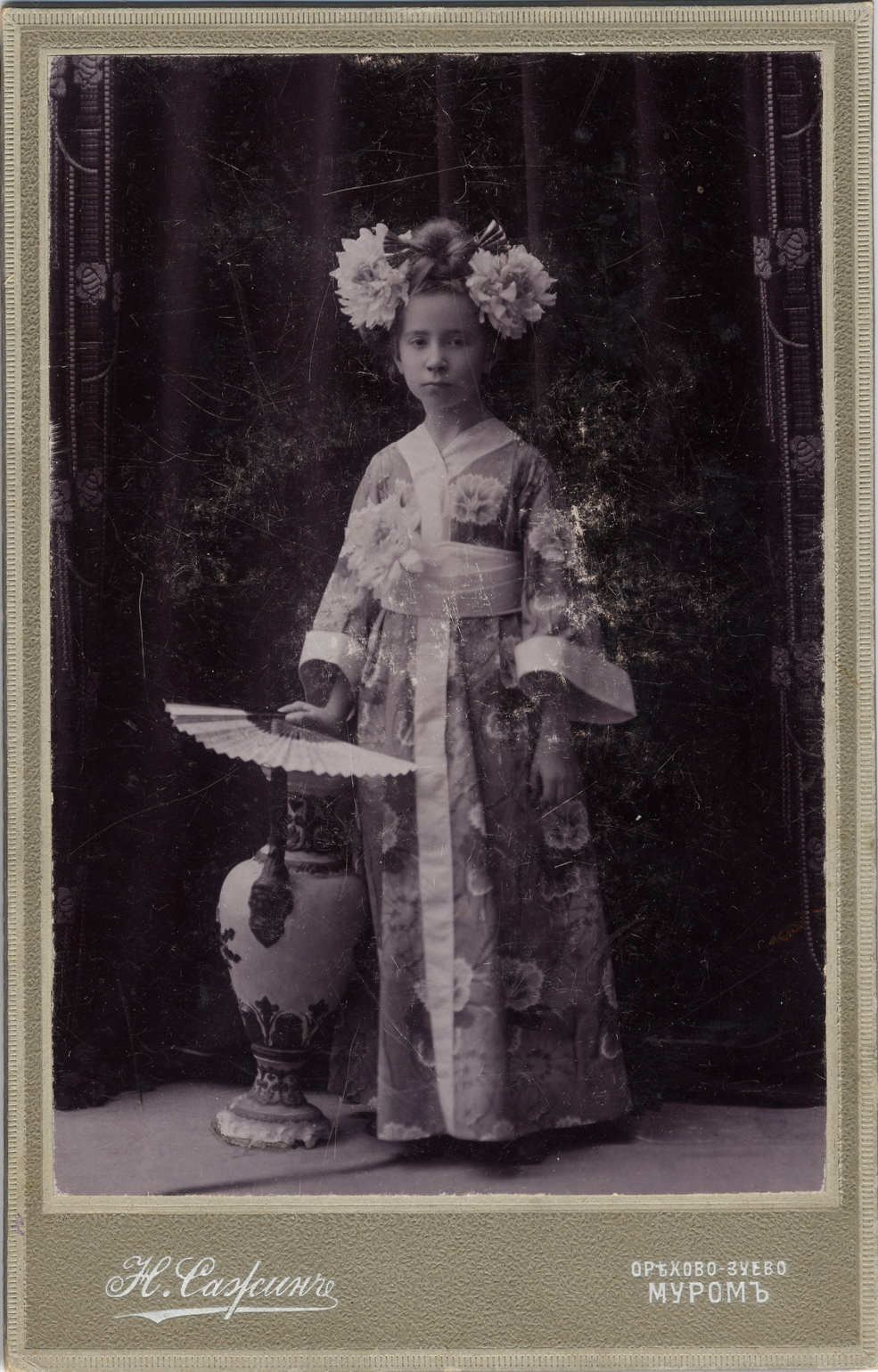
Портрет девочки в японском костюме, сделанный Сажиным между 1900 и 1905 годом. Хранится в Муромском историко-художественном музее

Сажин снимал улицы города и окрестности Мурома, но особенно хорошо ему удавались фотопортреты. Многие из них сохранились в семьях коренных жителей города.
За фотокомпозицию «Влюбленные у плетня» Николай получил первую премию на выставке в Париже.
В 1918 году салон Сажина был переименован в артель «Красный кустарь», где Николай стал заведующим.
В 1928 году всё имущество фотографа было реквизировано в пользу государства. Николай покинул Муром и поселился в селе Дедове. После войны он переехал жить в Москву к одной из своих дочерей.
Умер 25 ноября 1950 года в возрасте 82 лет. Похоронен на Миусском кладбище в Москве.
У Николая Сажина было восемь детей. Своё мастерство он передал младшему сыну Игорю, который стал профессиональным фотографом.
В настоящее время работы Сажина хранятся в Муромском историко-художественном музее.